# Reinilde
Reinilde  è un nome proprio di persona italiano femminile.

## Varianti in altre lingue
- Danese: Ragnhild[1]
- Germanico: Raganhildis[1][2], Raginhilt[2], Ragnohildis[2], Reginhilda[2], Reinhild[2]
- Irlandese: Raghnailt[1]
- Islandese: Ragnhildur[1]
- Norreno: Ragnhildr[1]
- Norvegese: Ragnhild[1]
  - Ipocoristici: Ragna
- Scozzese: Raghnaid[1]
- Svedese: Ragnhild[1]
- Tedesco: Reinhild[1], Reinhilde[1]

## Origine e diffusione
Continua il nome germanico Raganhildis, attestato in diverse forme, o dal suo corrispettivo norreno Ragnhildr; è composto dagli elementi ragan (o regin, "consiglio") e hildi (o hildr, "battaglia"). 
Entrambi gli elementi sono assai diffusi nei nomi di origine scandinava e germanica; il primo si ritrova ad esempio di Raimondo, Rinaldo e Raniero, il secondo in Brunilde, Crimilde, Batilde, Clotilde e vari altri.

## Onomastico
L'onomastico si può festeggiare il 16 luglio in memoria di santa Reinilde di Saints, nobildonna, martire con Grimoaldo e Gandolfo a Saintes.

## Persone

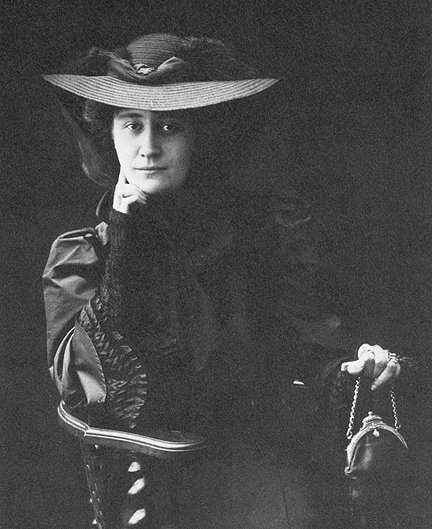
Ragnhild Jølsen

- Reinilde di Saints, nobile e santa franca

### Variante Ragnhild
- Ragnhild di Norvegia, principessa norvegese
- Ragnhild Haga, fondista norvegese
- Ragnhild Hveger, nuotatrice danese
- Ragnhild Jølsen, scrittrice norvegese
- Ragnhild Mowinckel, sciatrice alpina norvegese

### Altre varianti
- Reinhilde Goossens, vero nome di Lisa del Bo, cantante belga
- Reinhild Hoffmann, danzatrice e coreografa tedesca

## Toponimi
- La Costa della principessa Ragnhild è una porzione costiera dell'Antartide così chiamata in onore di Ragnhild di Norvegia.